# Mesoleius peronatus
Mesoleius peronatus là một loài tò vò trong họ Ichneumonidae.